# 中北上
中北上（なかきたかみ）は岡山県津山市にある地名。郵便番号は709-4606。

## 地理
旧・久米町の西部に位置し、東西に広がる。西は真庭市（旧・落合町）との境界に当たる。

### 河川
- 岩屋川
- 久米川
- 明谷川

## 歴史

### 沿革
- 1644年 - 中北村が中北上村、中北下村に分村。
- 1889年6月1日 - 町村制施行に伴い、久米北条郡中北上村が、同郡坪井上村、坪井下村と合併し、大井西村となる。中北上村は大字中北上となる。
- 1900年4月1日 - 久米北条郡が久米南条郡と合併し、久米郡となる。
- 1952年8月1日 - 大井西村が久米郡大東村と合併し、大井町となる。
- 1955年1月1日 - 大井町が久米郡久米村、倭文村と合併し、久米町となる。
- 2005年2月28日　久米町が苫田郡加茂町・阿波村、勝田郡勝北町とともに津山市に編入される。

## 世帯数と人口
2021年（令和3年）1月1日現在の世帯数と人口は以下の通りである。
| 町丁   | 世帯数  | 人口  |
| ------ | ------- | ----- |
| 中北上 | 158世帯 | 400人 |

## 小・中学校の学区
市立小・中学校に通う場合、学区は以下の通りとなる。
| 番地 | 小学校             | 中学校             |
| ---- | ------------------ | ------------------ |
| 全域 | 津山市立喬松小学校 | 津山市立久米中学校 |

## 交通

### 鉄道
JR西日本姫新線坪井駅

### 道路
- 国道181号
- 岡山県道339号西一宮中北上線

## 施設
- 姫新線坪井駅
- 久米ふれあい陶芸センター
- 坪井新聞販売所
- 岩谷簡易郵便局
- 岩屋城跡